# シャウキ・ベン・サーダ
シャウキ・ベン・サーダ（Chaouki Ben Saada, アラビア語: شوقي ابن سعادة、1984年7月1日 - ）は、フランス・オート＝コルス県バスティア出身の元サッカー選手。現役時代のポジションはフォワード。

## 経歴

### クラブ
地元SCバスティアでプロデビュー。2001年8月12日のオリンピック・リヨン戦でリーグ・アンデビューをするも、その後クラブはリーグ・ドゥに降格してしまう。150万ユーロで2008年にOGCニースに移籍した。2011年契約切れで8月にRCランスに移籍したが、わずか1年プレーしたのみでACアルル・アヴィニョンへと移った。2014年10月、トロワACに移籍した。2019年、SCバスティアに復帰した。

### 代表
ユース時代はフランス代表でプレーした。2001年にトリニダード・トバゴで開催されたFIFA U-17世界選手権で優勝した。2005年3月26日、マラウイ代表戦でチュニジア代表デビューを果たした。2006年のアフリカネイションズカップ2006、2006 FIFAワールドカップ、アフリカネイションズカップ2008、アフリカネイションズカップ2010に出場した。

## 代表歴

### 出場大会
- チュニジア代表
  - 2006 FIFAワールドカップ

### 試合数
- 国際Aマッチ 40試合 5得点（2005年-2010年）[1]

| チュニジア代表 | 国際Aマッチ | 国際Aマッチ |
| 年             | 出場        | 得点        |
| -------------- | ----------- | ----------- |
| 2005           | 8           | 1           |
| 2006           | 8           | 0           |
| 2007           | 4           | 0           |
| 2008           | 11          | 4           |
| 2009           | 5           | 0           |
| 2010           | 4           | 0           |
| 通算           | 40          | 5           |

## タイトル
| シーズン | チーム           | タイトル                |
| -------- | ---------------- | ----------------------- |
| 2001     | U-17フランス代表 | FIFA U-17ワールドカップ |